# Apocheiridium pelagicum
Apocheiridium pelagicum is een bastaardschorpioenensoort uit de familie van de Chieridiidae. De wetenschappelijke naam van de soort is voor het eerst geldig gepubliceerd in 1938 door Redikorzev.